# اينزو هرنانديز
اينزو هرنانديز (بالإسبانية: Enzo Hernández)‏ هو لاعب كرة قاعدة فنزويلي، ولد في 12 فبراير 1949 في Valle de Guanape ‏ في فنزويلا، وتوفي في 13 يناير 2013 في إل تيغري ‏ في فنزويلا.